# Bod (Brașov)
Bod é uma comuna romena localizada no distrito de Brașov, na região histórica da Transilvânia. A comuna possui uma área de 33.56 km² e sua população era de 4173 habitantes segundo o censo de 2007.